# Malte Zierenberg
Malte Zierenberg (* 29. Januar 1975) ist ein deutscher Historiker. Er ist wissenschaftlicher Mitarbeiter am Lehrstuhl für Europäische Geschichte des 20. Jahrhunderts der Humboldt-Universität zu Berlin.

## Leben
Zierenberg studierte zwischen 1996 und 2001 Geschichte, Literaturwissenschaft und Philosophie in Tübingen und Köln, wo er 2006 mit der Arbeit Stadt der Schieber. Der Berliner Schwarzmarkt 1939 bis 1950 promoviert wurde. Nach Forschungsaufenthalten am Zentrum für Zeithistorische Forschung in Potsdam, dem Deutschen Historischen Institut in London und der Universität Bielefeld wurde Zierenberg 2008 wissenschaftlicher Mitarbeiter an Thomas Mergels Lehrstuhl für Europäische Geschichte des 20. Jahrhunderts am Institut für Geschichtswissenschaften der Humboldt-Universität zu Berlin. Lehr- und Forschungsaufenthalte führten ihn in der Folge in die USA, an die Universität von Bologna und als Associate Fellow an das Pembroke College der University of Cambridge.

## Werk
Zierenbergs 2008 als Monografie erschienene Dissertation gilt als Pionierarbeit einer Wirtschaftsgeschichte als Kulturgeschichte, weil sie am Beispiel der Stadt Berlin ökonomisches Handeln als „eingebettet“ in andere soziale Sinnhorizonte begreift und Wechselwirkungen zwischen Ökonomie, Politik und Kultur nachspürt. Die Arbeit betont Kontinuitätslinien der deutschen Geschichte über das Jahr 1945 hinweg und bezieht sowohl das alltägliche Handeln von historischen Akteurinnen und Akteuren als auch das Fortwirken der Diskurse um „volksschädliches Verhalten“ und „Schieber“ in eine Langzeitbetrachtung von den 1920er bis in die 1950er Jahre und den Nachwirkungen des „Schwarzmarkts als radikaler Markterfahrung“ mit ein. Die Arbeit wurde in englischer Übersetzung bei Palgrave Macmillan veröffentlicht.
Ebenfalls 2008 erschien als Begleitpublikation zu einer ARD-Fernsehreihe eine mit Sven Reichardt verfasste Überblicksdarstellung zur deutschen Nachkriegsgeschichte unter dem Titel Damals nach dem Krieg, die als „eine herausragende Einführung in die ersten Jahre der deutschen Nachkriegsgeschichte“ bezeichnet wurde.
Zu Zierenbergs Forschungsschwerpunkten zählen neben einer kulturhistorisch informierten Wirtschaftsgeschichte, vor allem die Stadt- und die Mediengeschichte Europas und der USA im 19. und 20. Jahrhundert. Neuere Arbeiten untersuchen die Entstehung, die Verbreitung und die Wirkung der Pressefotografie seit der zweiten Hälfte des 19. Jahrhunderts im transatlantischen Raum.

## Publikationen

### Monographien
- Berlin’s Black Market, 1939–1950 (Basingstoke/New York: Palgrave Mcmillan) 2015.
- Stadt der Schieber. Der Berliner Schwarzmarkt 1939–1950, (Göttingen: Vandenhoeck & Ruprecht: Kritische Studien zur Geschichtswissenschaft) 2008.
- Damals nach dem Krieg. Eine Geschichte Deutschlands 1945 bis 1949, (München: DVA) 2008 (mit Sven Reichardt).

### Herausgeberschaften
- mit Sören Brandes: Praktiken des Kapitalismus. Mittelweg 36, 1/2017.
- mit Annelie Ramsbrock und Annette Vowinckel: Fotografien im 20. Jahrhundert. Verbreitung und Vermittlung. Wallstein, Göttingen 2013.
- mit Christiane Reinecke: Vermessungen der Mediengesellschaft im 20. Jahrhundert. Comparativ. Zeitschrift für Globalgeschichte und vergleichende Gesellschaftsforschung. Bd. 21/4, 2011.
- Schiebern auf der Spur. Eine Berliner Gerichtsakte von 1941. Vergangenheitsverlag, Berlin 2011.